# Salix pyrenaica
Espèce
Classification APG III (2009)
Salix pyrenaica, le saule des Pyrénées, est une espèce de plantes à fleurs de la famille des Salicaceae. C'est un sous-arbrisseau se rencontrant en Europe.

## Synonymie
- Salix ciliata DC. in Lam. & DC.
- Salix ovata Ser.
- Salix pyrenaica f. grandifolia Sennen
- Salix pyrenaica f. parvifolia Goerz
- Salix pyrenaica var. nitidula Font Quer[1].

## Description

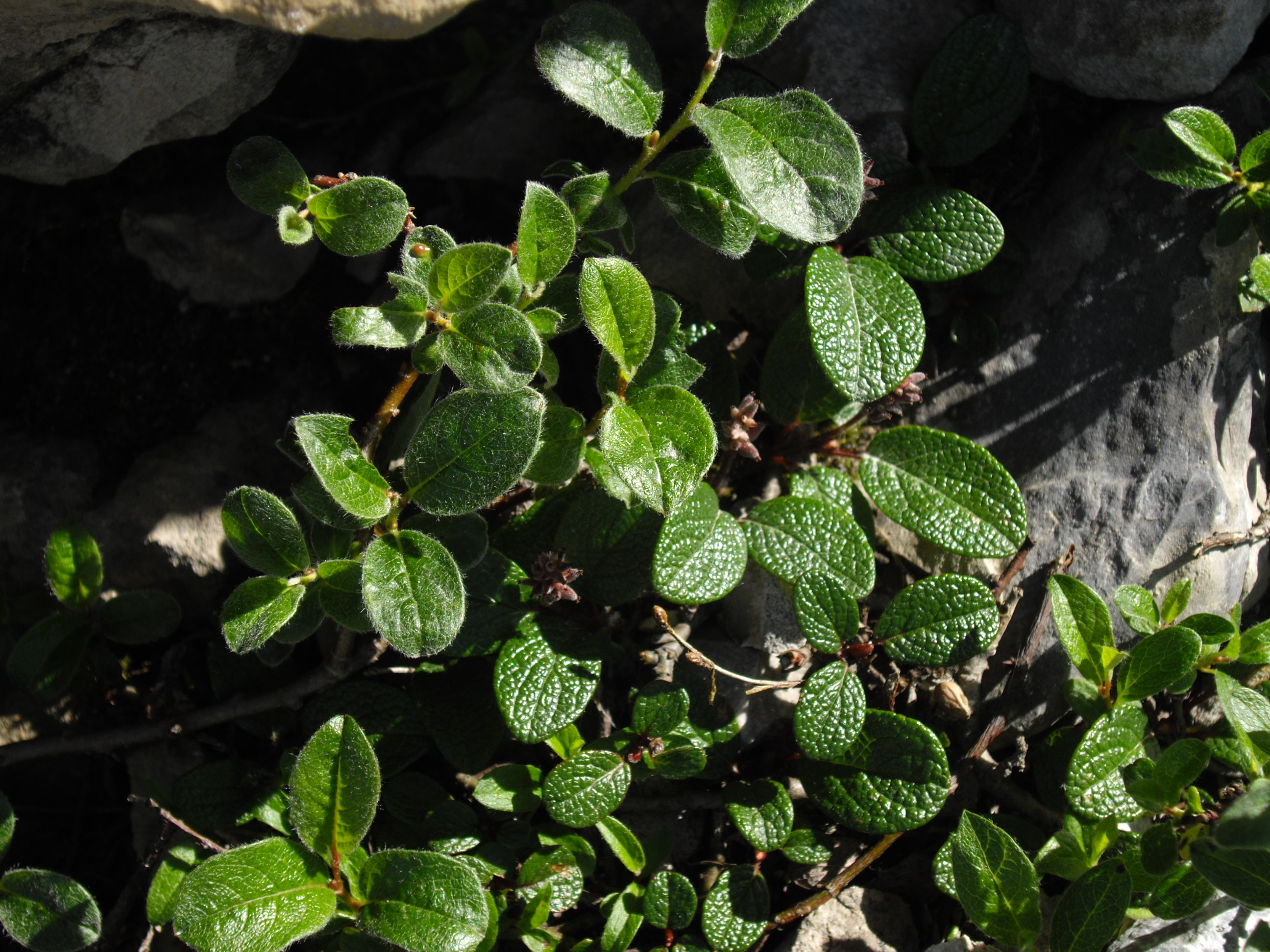
Détail de la plante.

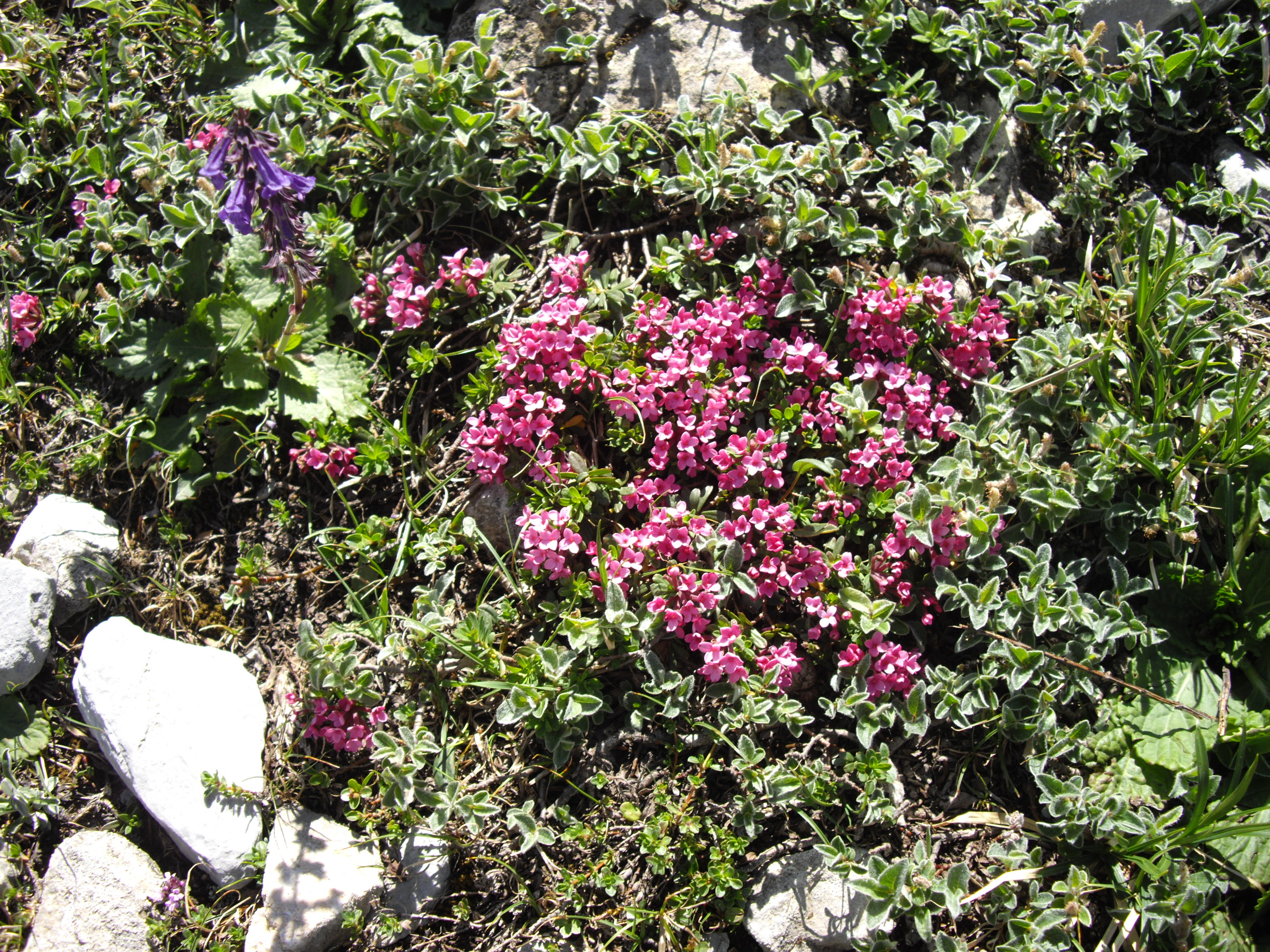
Salix pyrenaica (autour des fleurs) avec Daphne cneorum (fleurs rose) et Horminum pyrenaicum (fleurs violette).

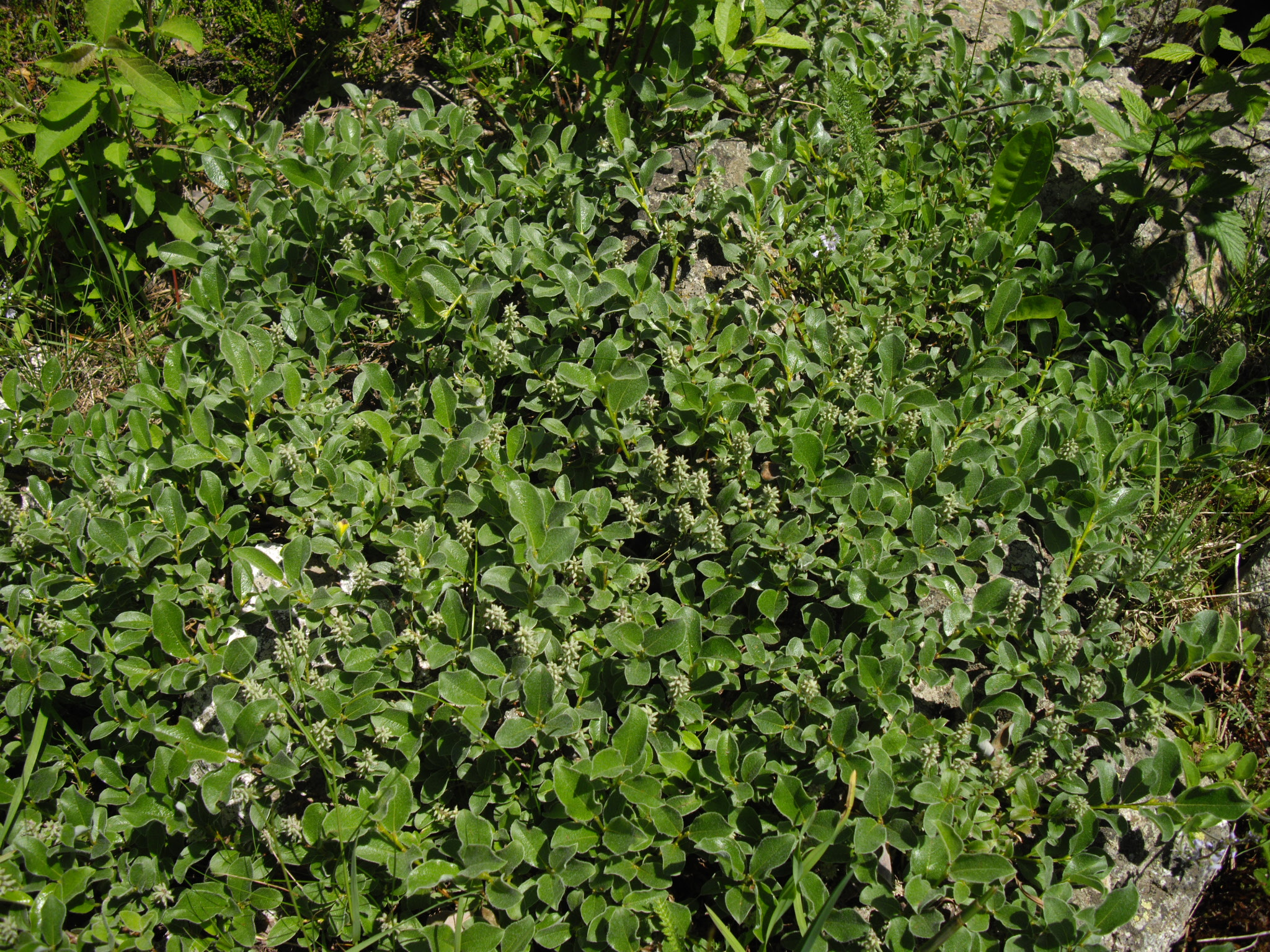
S. pyrenaica, plante tapissante.

Salix pyrenaica est un buisson bas très branchu, rampant, généralement de moins de 50 cm de haut. Les jeunes rameaux, verts ou rouges, sont glabres. Les feuilles de 2 à 5 × 1 à 1,5 cm sont elliptiques, oblongo-ovales ou oblongo-lancéolées.
L'espèce se rencontre dans des zones souvent enneigées, sur substrat caillouteux, à une altitude de 1 200 à 2 500 mètres, dans les Pyrénées. Elle pousse dans toutes les provinces pyrénéennes mais est plus présente à l'ouest.